# Dịch tễ học ung thư vú
Trên toàn thế giới, ung thư vú là loại ung thư xâm lấn phổ biến nhất ở phụ nữ. (Loại ung thư phổ biến nhất là ung thư da không xâm lấn, ung thư da không xâm lấn thường dễ dàng chữa khỏi, gây ra rất ít trường hợp tử vong và thường được loại trừ khỏi thống kê ung thư.) Ung thư vú chiếm 22,9% ung thư xâm lấn ở phụ nữ và 16% trong tất cả các ung thư nữ giới.
Năm 2008, ung thư vú đã gây ra 45.503 ca tử vong trên toàn thế giới (13,7% tử vong do ung thư ở phụ nữ và 6,0% tổng số ca tử vong do ung thư ở nam và nữ). Ung thư phổi, nguyên nhân phổ biến thứ hai gây tử vong liên quan đến ung thư ở phụ nữ, gây ra 12,8% tử vong do ung thư ở phụ nữ (18,2% tổng số ca tử vong do ung thư ở cả nam và nữ).
Số trường hợp mắc trên toàn thế giới đã gia tăng đáng kể từ những năm 1970, một phần của xu hướng này là do lối sống hiện đại.

## Theo tuổi
Ung thư vú có mối liên quan chặt chẽ đến tuổi tác, chỉ có 5% trong số tất cả các bệnh ung thư vú xảy ra ở phụ nữ dưới 40 tuổi.

## Theo khu vực
Tỷ lệ mắc ung thư vú rất khác biệt theo từng khu vực trên thế giới: thấp nhất ở các nước kém phát triển và cao hơn ở các nước phát triển. Trong mười hai khu vực trên thế giới, tỷ lệ mắc chuẩn hóa theo tuổi hàng năm trên 100.000 phụ nữ như sau: ở Đông Á, 18; Nam Trung Á, 22; châu Phi cận Sahara, 22; Đông Nam Á, 26; Bắc Phi và Tây Á, 28; Nam và Trung Mỹ, 42; Đông Âu, 49; Nam Âu, 56; Bắc Âu, 73; Châu Đại Dương, 74; Tây Âu, 78; và ở Bắc Mỹ, 90.